# Pyrrosia sheareri
Pyrrosia sheareri är en stensöteväxtart som först beskrevs av Bak., och fick sitt nu gällande namn av Ren-Chang Ching. Pyrrosia sheareri ingår i släktet Pyrrosia och familjen Polypodiaceae. Inga underarter finns listade.